# Anacithara subrissoina
Anacithara subrissoina is een slakkensoort uit de familie van de Horaiclavidae. De wetenschappelijke naam van de soort is voor het eerst geldig gepubliceerd in 1994 door Kilburn.